# Dialogue entre les Églises des trois conciles et l'Église apostolique assyrienne de l'Orient
Un dialogue interconfessionnel entre certaines Églises des trois conciles et l'Église apostolique assyrienne de l'Orient existe officiellement depuis les années 1980-1990 en vue d'améliorer leurs relations et de résoudre les différends doctrinaux.
Ce dialogue est mené à un niveau bilatéral entre l'Église syriaque orthodoxe et l'Église apostolique assyrienne de l'Orient, dans le cadre du dialogue des Églises de tradition syriaque.
Les  rencontres de « Dialogue syriaque » organisées par la fondation Pro Oriente en juin 1994, février 1996 (Vienne) et juillet 1997 (Chicago) entre les Églises de la tradition syriaque ont ouvert la voie à des discussions théologiques entre l'Église syriaque orthodoxe et Église assyrienne de l'Orient.
Malgré les progrès enregistrés dans le « Dialogue syriaque », la demandes d'adhésion de l'Église apostolique assyrienne de l'Orient au Conseil des Églises du Moyen-Orient formulée en 1994 fut bloquée à la demande de l'Église copte orthodoxe. 
Lors de la troisième rencontre du « Dialogue Syriaque » en 1997, il fut annoncé que les patriarches Mar Ignace Zakka Ier Iwas et Mar Dinkha IV avaient « décidé de nommer une commission bilatérale pour étudier les moyens de parvenir à un rapprochement entre les Églises ». En outre, le patriarche Mar Dinkha IV fit savoir que le Synode de l'Église assyrienne de l'Orient tenu le mois précédent avait décidé de retirer des livres liturgiques les anathèmes et les condamnations contre Cyrille d'Alexandrie et Sévère d'Antioche et d'inaugurer un programme bilatéral afin de progresser vers l'union ecclésiale complète des deux Églises.
Le 2 mars 1998, les deux patriarches se sont réunis au monastère de Mar Maroun à Annaya, Liban, et ont fait de nouveaux progrès dans le dialogue entre les deux Églises. 
Cependant, le dialogue est devenu plus difficile lorsque la réunion des Églises orthodoxes orientales convoquée par le patriarche copte orthodoxe, Chenouda III, fin mars 1998, décida que toutes les Églises orthodoxes orientales devraient agir ensemble dans le dialogue théologique (et non s'engager dans des discussions bilatérales) et condamna les doctrines de Diodore de Tarse, Théodore de Mopsueste et Nestorius,.